# Lengyelország nemzeti parkjainak listája
Lengyelországnak 23 nemzeti parkja van. Korábban a Nemzeti Parkok Országos Igazgatósága (Krajowy Zarząd Parków Narodowych) irányította a parkokat, de 2004-től a felügyeletet a Környezetvédelmi Minisztérium vette át.
A Környezetvédelmi Törvény 2004-es módosítása szerint a nemzeti parkok olyan, legalább 1000 hektár nagyságú területek, amelyek környezeti, tudományos, szociális, kulturális vagy művelődési szempontból különleges értéket képviselnek.
A nemzeti parkok látogathatóak, de a vendégek csak megadott területekre léphetnek be vagy meghatározott útvonalat, ösvényt kell követniük. A legtöbb park saját múzeummal is rendelkezik, ahol az állat- és növényvilágot, a terület geológiáját mutatják be. A legtöbb nemzeti parkot fokozottan és részlegesen védett régiókra osztják; ezen kívül többnyire egy átmeneti zóna (otulina) is körülveszi őket. Az átmeneti zónákban a vadászat tilos.
|  | Image                                                 | Név                          | Központ                            | Elhelyezkedés                                        | Terület (km²) | Alapítás    | Logó                                              | UNESCO státus                                | Kapcsolódó parkok                            |
|  | ----------------------------------------------------- | ---------------------------- | ---------------------------------- | ---------------------------------------------------- | ------------- | ----------- | ------------------------------------------------- | -------------------------------------------- | -------------------------------------------- |
|  | Babia Góra                                            | Babia Góra Nemzeti Park      | Zawoja                             | é. sz. 49° 35′, k. h. 19° 32′49.583333°N 19.533333°E | 33,92         | 1955 (1933) | Bordamag (Laserpitium archangelica)               | Bioszféra-rezervátum                         | Horná Orava Tájvédelmi Körzet, Szlovákia     |
|  | Białowieżai erdő                                      | Białowieżai Nemzeti Park     | Białowieża                         | é. sz. 52° 40′, k. h. 23° 50′52.666667°N 23.833333°E | 105,02        | 1947 (1932) | Európai bölény                                    | Világörökségi helyszín, bioszféra-rezervátum | Belavezsszkaja Puscsa Nemzeti Park, Belarusz |
|  | Biebrza-folyó                                         | Biebrza Nemzeti Park         | Osowiec-Twierdza Goniądz mellett   | é. sz. 53° 35′, k. h. 22° 46′53.583333°N 22.766667°E | 592,23        | 1993        | Pajzsos cankó                                     | Bioszféra-rezervátum                         |                                              |
|  | Krzemień-hegység a Beszkidekben                       | Besszádoki Nemzeti Park      | Ustrzyki Górne                     | é. sz. 49° 06′, k. h. 22° 40′49.100000°N 22.666667°E | 292,01        | 1973        | Eurázsiai hiúz                                    | Keleti-Kárpátok Bioszféra Rezervátum         | Polonyinák Nemzeti Park, Szlovákia           |
|  | Tuchola-erdő                                          | Bory Tucholskie Nemzeti Park | Charzykowy Chojnice mellett        | é. sz. 53° 36′, k. h. 18° 00′53.600000°N 18.000000°E | 47,98         | 1996        | Siketfajd                                         |                                              |                                              |
|  | Ostrowieckie-tó                                       | Drawno Nemzeti Park          | Drawno                             | é. sz. 53° 07′, k. h. 16° 15′53.116667°N 16.250000°E | 114,41        | 1990        | Európai vidra                                     |                                              |                                              |
|  | Gorce-hegység                                         | Gorce Nemzeti Park           | Poręba Wielka                      | é. sz. 49° 34′, k. h. 20° 10′49.566667°N 20.166667°E | 70,29         | 1981        | Foltos szalamandra                                |                                              |                                              |
|  | Błędne Skały a Stołowe-hegységben                     | Gór Stołowych Nemzeti Park   | Kudowa-Zdrój                       | é. sz. 50° 28′, k. h. 16° 20′50.466667°N 16.333333°E | 63,40         | 1993        | Homokkő szikla                                    |                                              |                                              |
|  | Jávorszarvas a Kampinos-erdőben                       | Kampinos Nemzeti Park        | Izabelin Varsó mellett             | é. sz. 52° 19′, k. h. 20° 28′52.316667°N 20.466667°E | 385,44        | 1959        | Jávorszarvas                                      | Bioszféra-rezervátum                         |                                              |
|  | Mały Szyszak-hegy az Óriáshegységben                  | Karkonosze Nemzeti Park      | Jelenia Góra                       | é. sz. 50° 46′, k. h. 15° 37′50.766667°N 15.616667°E | 55,76         | 1959        | Hegyi táj                                         | Bioszféra-rezervátum                         | Krkonoše Nemzeti Park, Csehország            |
|  | Múzeum és látógatóközpont                             | Magura Nemzeti Park          | Krempna                            | é. sz. 49° 31′, k. h. 21° 31′49.516667°N 21.516667°E | 194,39        | 1995        | Egerészölyv                                       |                                              |                                              |
|  | Barna rétihéja                                        | Narew Nemzeti Park           | Kurowo Kobylin-Borzymy mellett     | é. sz. 53° 04′, k. h. 22° 53′53.066667°N 22.883333°E | 68,1          | 1996        | Barna rétihéja                                    |                                              |                                              |
|  | Mészkősziklák a nemzeti parkban                       | Ojców Nemzeti Park           | Ojców                              | é. sz. 50° 13′, k. h. 19° 50′50.216667°N 19.833333°E | 21,46         | 1956        | Denevér                                           |                                              |                                              |
|  | A Háromkorona-hegy a Dunajec fölött                   | Pienineki Nemzeti Park       | Krościenko nad Dunajcem            | é. sz. 49° 25′, k. h. 20° 22′49.416667°N 20.366667°E | 23,46         | 1954 (1932) | Trzy Korony (Háromkorona)-hegy és a Dunajec-folyó |                                              | Pienineki Nemzeti Park, Szlovákia            |
|  | Daru                                                  | Polesie Nemzeti Park         | Urszulin                           | é. sz. 51° 27′, k. h. 23° 09′51.450000°N 23.150000°E | 97,62         | 1990        | Daru                                              | Bioszféra-rezervátum                         | Satszkij Nemzeti Park, Ukrajna               |
|  | Konik, a lengyel lófajta                              | Roztocze Nemzeti Park        | Zwierzyniec                        | é. sz. 50° 36′, k. h. 23° 01′50.600000°N 23.016667°E | 84,83         | 1974        | Konik ló                                          |                                              |                                              |
|  | Homokdűnék                                            | Słowiński Nemzeti Park       | Smołdzino Słupsk mellett           | é. sz. 54° 40′, k. h. 17° 13′54.666667°N 17.216667°E | 186           | 1967        | Ezüstsirály                                       | Bioszféra-rezervátum                         |                                              |
|  | Bukowa Góra                                           | Świętokrzyski Nemzeti Park   | Bodzentyn                          | é. sz. 50° 52′, k. h. 20° 58′50.866667°N 20.966667°E | 76,26         | 1950        | Gímszarvas                                        |                                              |                                              |
|  | Czarny Staw (Fekete-tó) a Magas-Tátrában              | Tátra Nemzeti Park           | Zakopane                           | é. sz. 49° 15′, k. h. 19° 56′49.250000°N 19.933333°E | 211,64        | 1954 (1947) | Zerge                                             | Bioszféra-rezervátum                         | Tátra Nemzeti Park (Szlovákia)               |
|  | Postomia-folyó                                        | Ujście Warty Nemzeti Park    | Chyrzyno Kostrzyn nad Odrą mellett | é. sz. 52° 35′, k. h. 14° 42′52.583333°N 14.700000°E | 80,38         | 2001        | Vetési lúd                                        |                                              |                                              |
|  | Adam Wodziczko, a nemzeti park alapítójának emlékműve | Wielkopolska Nemzeti Park    | Jeziory Mosina mellett             | é. sz. 52° 17′, k. h. 16° 51′52.283333°N 16.850000°E | 75,84         | 1957        | Bagoly                                            |                                              |                                              |
|  | Wigry-tó                                              | Wigry Nemzeti Park           | Krzywe                             | é. sz. 54° 02′, k. h. 23° 06′54.033333°N 23.100000°E | 150,86        | 1989        | Eurázsiai hód                                     |                                              |                                              |
|  | Tengerpart a Wolin Nemzeti Parkban                    | Wolin Nemzeti Park           | Międzyzdroje                       | é. sz. 53° 55′, k. h. 14° 30′53.916667°N 14.500000°E | 109.37        | 1960        | Rétisas                                           |                                              |                                              |

|  | A Balti-tenger partvidéke |  | Alföldi övezet  |  | Szudéták |
|  | Tóvidéki övezet           |  | Felföldi övezet |  | Kárpátok |

## Fordítás
- Ez a szócikk részben vagy egészben  a   List of national parks of Poland című angol Wikipédia-szócikk ezen változatának fordításán alapul.  Az eredeti cikk szerkesztőit annak laptörténete sorolja fel. Ez a jelzés csupán a megfogalmazás eredetét és a szerzői jogokat jelzi, nem szolgál a cikkben szereplő információk forrásmegjelöléseként.